# Strobogrammatische Zahl
In der Unterhaltungsmathematik ist eine strobogrammatische Zahl (vom englischen strobogrammatic number) eine Zahl, die gleich bleibt, wenn man sie um 180° dreht. Die Zahl ist somit ein spezieller Typ von Ambigramm. Eine strobogrammatische Primzahl ist eine strobogrammatische Zahl, die gleichzeitig Primzahl ist.
Liebhaber der Unterhaltungsmathematik interessieren sich für dieses Konzept, während sich professionelle Mathematiker im Allgemeinen nicht damit beschäftigen. Wie schon bei den Repunits und den Palindromzahlen sind strobogrammatische Zahlen von ihrer Basis {\displaystyle b} abhängig. Üblicherweise wird die Basis {\displaystyle b=10} betrachtet, also das Dezimalsystem.

## Beispiele

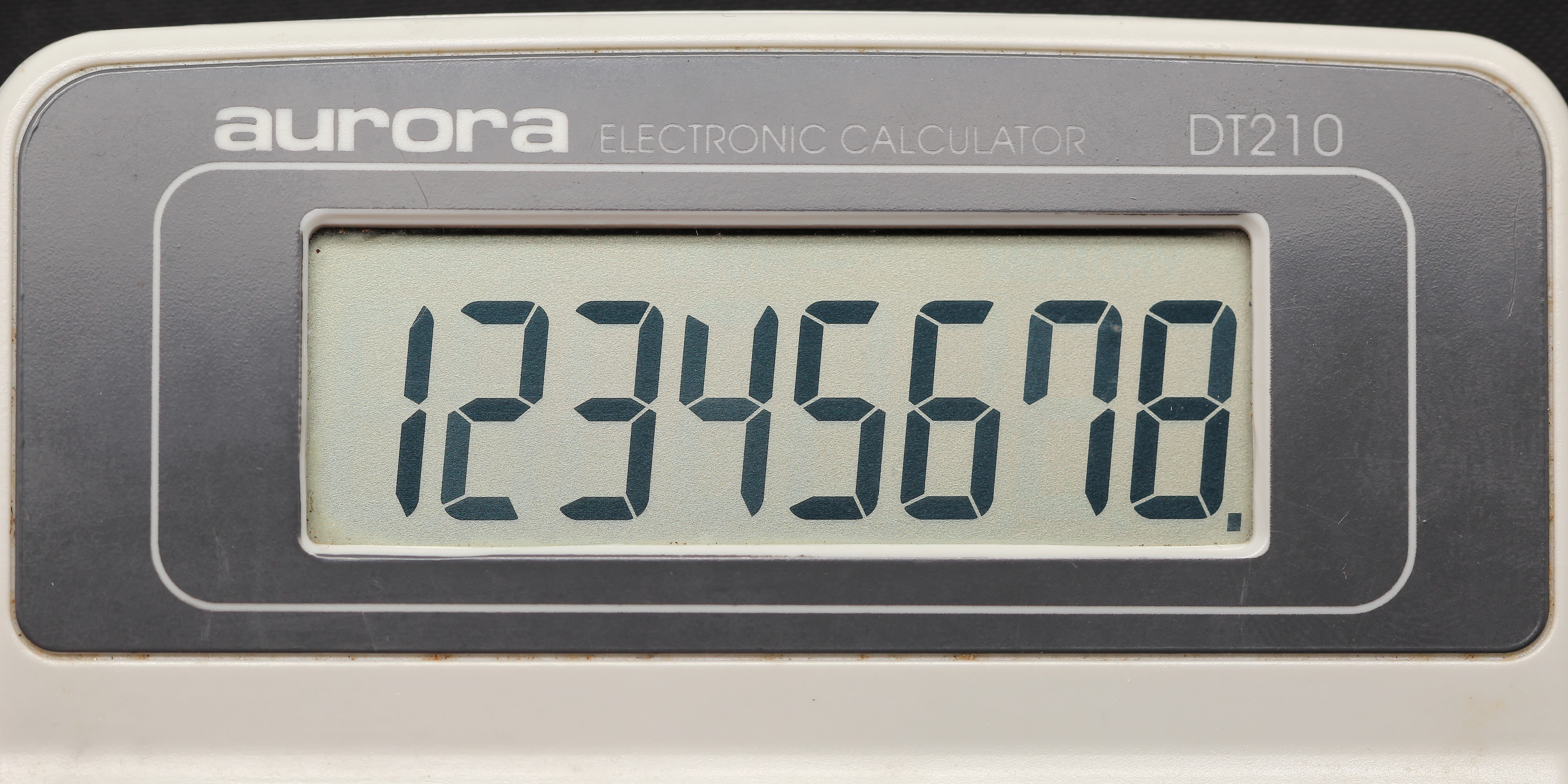
Bei einem 7-Segment-Display sind die Ziffern 0, 1, 2, 5 und 8 strobogrammatisch

Generell muss erwähnt werden, dass es davon abhängt, welche Schriftart man verwendet, um feststellen zu können, ob eine Zahl strobogrammatisch ist. Die Ziffer 1 ist zum Beispiel nicht strobogrammatisch, wenn man sie mit Anstrich schreibt. Ohne Anstrich sieht sie aber aus wie ein I und ist dann sehr wohl strobogrammatisch. Üblicherweise wird diese Ziffer aber als strobogrammatisch angesehen.
- Die folgenden drei Ziffern ändern sich nicht, wenn man sie um 180° dreht, sind somit einziffrige strobogrammatische Zahlen:

0, 1, 8
- Verdreht man die Ziffer 6 um 180°, so ergibt sich die Ziffer 9 und umgekehrt. Diese beiden Ziffern sind somit selbst keine strobogrammatischen Zahlen, eignen sich aber als Bausteine für mehrziffrige strobogrammatische Zahlen.
- Die kleinsten strobogrammatischen Zahlen sind die folgenden:

0, 1, 8, 11, 69, 88, 96, 101, 111, 181, 609, 619, 689, 808, 818, 888, 906, 916, 986, 1001, 1111, 1691, 1881, 1961, 6009, 6119, 6699, 6889, 6969, 8008, 8118, 8698, 8888, 8968, 9006, 9116, 9696, 9886, 9966, 10001, 10101, 10801, 11011, 11111, 11811, 16091, … (Folge A000787 in OEIS)
- Die kleinsten strobogrammatischen Primzahlen sind die folgenden:

11, 101, 181, 619, 16091, 18181, 19861, 61819, 116911, 119611, 160091, 169691, 191161, 196961, 686989, 688889, 1008001, 1068901, 1160911, 1180811, 1190611, 1191611, 1681891, 1690691, 1880881, 1881881, 1898681, 1908061, 1960961, 1990661, 6081809, 6100019, 6108019, … (Folge A007597 in OEIS)
- Die letzten drei strobogrammatischen Jahre waren 1691, 1881 und 1961. Das nächste strobogrammatische Jahr ist 6009. Im englischen Sprachraum nennt man ein solches Jahr upside down year.[3]
- In den indischen Schriftarten Devanagari oder Gurmukhi (und vielen weiteren Schriftarten) gibt es keine strobogrammatischen Zahlen.
- Bei einem 7-Segment-Display, wie es zum Beispiel bei älteren Taschenrechnern üblich ist, sind neben den drei strobogrammatischen Ziffern 0, 1 und 8 auch die beiden Ziffern 2 und 5 strobogrammatisch.

## Strobogrammatische Zahlen in anderen Zahlensystemen
- Im Dualsystem gibt es nur die Ziffern 0 und 1. Da beide Ziffern strobogrammatisch sind, sind auch alle Palindromzahlen gleichzeitig strobogrammatisch. Die kleinsten davon lauten:

0, 1, 11, 101, 111, 1001, 1111, 10001, 10101, 11011, 11111, 100001, …
Im Dezimalsystem sind das die folgenden Zahlen:
0, 1, 3, 5, 7, 9, 15, 17, 21, 27, 31, 33, … (Folge A006995 in OEIS)
Beispiel:
An der 9. Stelle in der obigen Liste steht die Zahl 10101. Diese Zahl ist, wenn man sie ins Dezimalsystem umwandelt, die Zahl 21:
10101={\displaystyle {\underline {1}}\cdot 2^{4}+{\underline {0}}\cdot 2^{3}+{\underline {1}}\cdot 2^{2}+{\underline {0}}\cdot 2^{1}+{\underline {1}}\cdot 2^{0}=16+4+1=21}
- Alle Fermat-Zahlen {\displaystyle F_{n}=2^{2^{n}}+1} haben im Dualsystem die Form {\displaystyle 100\ldots 001} mit je einem Einser zu Beginn und am Ende und {\displaystyle 2^{n}-1} Nullen in der Mitte, sind offenbar Palindromzahlen und somit strobogrammatische Zahlen im Dualsystem (zum Beispiel ist {\displaystyle F_{3}=2^{2^{3}}+1=257_{10}=100000001_{2}} eine strobogrammatische Zahl).
- Alle Mersenne-Zahlen {\displaystyle M_{n}=2^{n}-1} haben im Dualsystem die Form {\displaystyle 111\ldots 111} mit {\displaystyle n} Einsern, sind ebenfalls Palindromzahlen und somit strobogrammatische Zahlen im Dualsystem (zum Beispiel ist {\displaystyle M_{6}=2^{6}-1=63_{10}=111111_{2}} eine strobogrammatische Zahl).
- Im Duodezimalsystem, also im Zahlensystem mit der Basis {\displaystyle b=12}, gibt es die Ziffern 0123456789↊↋, man schreibt also die Dezimalzahl 10 als ↊, die 11 als ↋ und erst die Dezimalzahl 12 ist im  Duodezimalsystem die Zahl 10 und somit zweistellig. Also sind nach wie vor die Ziffern 0, 1 und 8 strobogrammatisch, allerdings ergeben auch die Ziffern 2 und 3 (neben 6 und 9), um 180° gedreht,  geeignete Ziffern. Die folgenden Zahlen sind im Duodezimalsystem strobogrammatisch:

0, 1, 8, 11, 2↊, 3↋, 69, 88, 96, ↊2, ↋3, 101, 111, 181, 20↊, 21↊, 28↊, 30↋, 31↋, 38↋, 609, 619, 689, 808, 818, 888, 906, 916, 986, ↊02, ↊12, ↊82, ↋03, ↋13, ↋83, …
- Die ersten strobogrammatischen Primzahlen im Duodezimalsystem sind die folgenden:

11, 3↋, 111, 181, 30↋, 12↊1, 13↋1, 311↋, 396↋, 3↊2↋, 11111, 11811, 130↋1, 16191, 18881, 1↋831, 3000↋, 3181↋, 328↊↋, 331↋↋, 338↋↋, 3689↋, 3818↋, 3888↋, ...
Beispiel:
An der 10. Stelle in der obigen Liste steht die Zahl 3↊2↋. Tatsächlich ist diese Zahl, wenn man sie ins Dezimalsystem umwandelt, eine Primzahl:
3↊2↋={\displaystyle {\underline {3}}\cdot 12^{3}+{\underline {10}}\cdot 12^{2}+{\underline {2}}\cdot 12^{1}+{\underline {11}}\cdot 12^{0}=3\cdot 1728+10\cdot 144+2\cdot 12+11\cdot 1=5184+1440+24+11=6659\in \mathbb {P} }
- Die beiden Ziffern 0 und 1 sind die einzigen Ziffern, die in jedem Zahlensystem strobogrammatische Ziffern sind, vorausgesetzt, man benutzt eine geeignete Schriftart.

## Trivia
Das US-amerikanische Satiremagazin Mad parodierte das Upside-Down-Jahr im März des strobogrammatischen Jahres 1961.